# Mirna Peč
Mirna Peč je gručasto naselje na Dolenjskem in sedež Občine Mirna Peč. Kraj leži 10 km severno-zahodno od upravne enote Novo mesto sredi gričevnate pokrajine v dolini reke Temenice. Naselje šteje 1009 prebivalcev in obsega več strnjenih delov.

## Opis in lega
Staro jedro Mirne Peči leži v dolini na levem bregu ponikalnice Temenice ob regionalni cesti Trebnje – Novo mesto. Jedro kraja tvori ulica imenovana Trg. Z naseljem je povezana tudi ulica, nekdaj samostojna vas, Ivanja vas. Rožna ulica, Vihre in Prisojna pot sodijo med mlajše ulice v naselju. V kraju je sedež občine in župnije, zdravstveni in gasilski dom ter muzej.
Novejši del je pomaknjen severno-vzhodno na grič, po katerem je speljana železniška proga. Tam so ulice Postaja, Marof, Ravne in Češence. Ob njih vodi povezovalna cesta na avtocesto A2, v kraju sta tudi železniška postaja in osnovna šola. V industrijski coni se nahajajo ulice Ob avtocesti, Industrijska cesta, Brezence, Borovje in Na hrib.
Na jugu-vzhodu ob cesti proti Novemu mestu se nahajata Rogovila in Šranga, ulici, ki prav tako sodita k naselju Mirna Peč.

## Izvor imena
Mirna Peč je ime dobila po reki Temenici, ki teče skozi kraj. Prvotno poimenovanje »Nirna Peč« izvira iz slovanskega glagola »nyrati«, ki je pomenil »prihajati iz zemlje«; peč pa se nanaša na pečino v Zijalu nad Mirno Pečjo, izpod katere ponikalnica pride na dan.
Po ljudskem izročilu se izvor imena Mirna Peč pojavlja v različnih zgodbah. Hudomušneži pravijo, da sta se nekega večera nemirna hlapec in dekla na peči prepirala, ko je gospodar izza mize dejal: »Mir na pêč!« Drugi razlagajo, da so v pečini v Zijalu bivale divje čebele. Imele naj bi dosti medu, a ker nihče ni mogel ponj, se je ta razlival po skalah v reko in tako je dolina dobila ime »Medna Peč«.

## Zgodovina

### Prazgodovina in antika
Mirna Peč z okolico je bila poseljena že v času starejše železne dobe. Severno od kraja, pri vasi Vrhpeč, se nahajajo ostanki gomilnega in planega grobišča ter nasipa iz 8. stoletja pr. n. št., ki je obdajal tamkajšnje ilirsko gradišče. Med pomembnejše izkopanine sodijo predvsem ostanki keramike, območje pa je od leta 1992 uvrščeno med kulturne spomenike. Najdbe iz bakrene dobe zahodno od Mirne Peči na griču Mali vrh nad Srednjim Globodolom prav tako pričajo o zgodnji poselitvi kraja.
Večje število arheoloških ostankov se je ohranilo iz antične dobe. Južno od Mirne Peči, med Gorenjim in Dolenjim Globodolom, so odkrili zgodnjerimsko nekropolo, rimski nagrobnik je vzidan tudi v eno izmed hiš v Gorenjem Globodolu. Po najdbah zlatih in bronastih rimskih kovancev severno od Mirne Peči v okolici hriba Sveta Ana je moč sklepati, da je tam stalo manjše rimsko oporišče bližnjega vojaškega tabora Praetorium Latobicorum (Trebnje). Streljaj od Mirne Peči je potekala glavna rimska cesta Emona (Ljubljana) – Siscia (Sisak), ki je predstavljala pomembno trgovsko povezavo med rimskim cesarstvom in vzhodom. Ob tej cesti so vzhodno od Mirne Peči pri vasi Dolenje Kamenje izkopali dva rimska milnjika iz 2. stoletja.

### Srednji vek
Po veliki selitvi narodov in pokristjanjevanju je Mirna Peč postala župnija v začetku 12. stoletja. Najverjetneje jo je ustanovil oglejski patriarh, saj je bilo čaščenje svetega Kancijana, po katerem je župnijska cerkev dobila ime, v Ogleju močno razširjeno. Prvič je v zgodovinskih listinah Mirna Peč omenjena leta 1135, ko je oglejski arhidiakon Ulrik daroval župnijo in njene podložnike – imenuje jih »plebs Hönichsteini« – samostanu v Rožacu. Nemška oblika imena – Hönigstein (medeni kamen) – se je obdržala tudi kasneje, viri prvič zapišejo slovensko ime za kraj kot Medna Peč.
V srednjem veku je bila prafara Mirna Peč med pomembnejšimi na Dolenjskem. Župnija je obsegala območje vse do reke Krke, kjer je potekala meja s šmihelsko prafaro. Tudi vikariat v Novem mestu je vodil mirnopeški župnik. Najprej se je od mirnopeške župnije odcepila Soteska, leta 1493 pa tudi Novo mesto s Prečno.
Poleg stiških opatov so si večino posesti v Mirni Peči in okolici v tistem času lastili plemiči z bližnjega gradu Hmeljnik (Hopfenbach). Grad so postavili grofje višnjegorski v 12. stoletju, kar ga uvršča med starejše gradove na Dolenjskem. Kasneje so grad s posestmi v last dobili goriški grofje, leta 1339 pa je prišel v roke turjaških grofov Auerspergov. V srednjem veku zgodovinski zapisi navajajo tudi nekaj svobodnih kosezov – redkih posameznikov, ki niso bili podrejeni fevdalni ali cerkveni oblasti. Ti so bivali na področju Goriške vasi, južno od Mirne Peči.

### Vladavina Habsburžanov
Zaradi vse pogostejših turških vpadov je okoli leta 1500 je dal habsburški cesar Maksimilijan I. vas utrditi in iz nje narediti tabor. V taki obliki je kraj narisan tudi na prvi znani risbi iz leta 1603. Do leta 1856 je bilo še mogoče videti ostanke obzidja, nato pa so iz kamenja začeli graditi prvo šolo v kraju.
Poleg Turkov je kraj večkrat zajel ogenj, razširila se je kuga, kasneje tudi kolera. Da je bila vas pogosto podvržena nesrečam, poroča tudi Valvasor. V svojem delu iz leta 1689 opisuje, kako so se mirnopeški kmetje po neurju s točo, ki je uničilo njihov pridelek, spravili na župnika, da je ta moral iz vasi za nekaj časa celo pobegniti.
Že v srednjem veku je skozi Mirno Peč potekala glavna pot iz Ljubljane proti Karlovcu, leta 1588 pa je bila skozi vas speljana tudi redna poštna povezava med obema mestoma, kar je povzročilo razcvet kraja. Povečala se je trgovina in v vasi je nastalo več furmanskih gostiln.
Leta 1849 z uveljavitvijo habsburškega odloka o ustanovitvi občin je Mirna Peč prvič postala samostojna samoupravna enota. S pridružitvijo občine Šentjurij (najverjetneje leta 1951) so se občinske meje prekrile z župnijskimi. Občina s sedežem v Mirni Peči je obsegala pet davčnih enot, sedaj katarskih občin: Hmeljčič (Hmeltschitz), Mirna Peč (Hönigstein), Zagorica (Sagoritz), Golobinjek (Taubenberg) in Globodol (Tiefenthal). Okrožna in okrajna uprava je bila v Novem mestu.
Mirna Peč je dobila šolsko poslopje, v katerem se je pouk začel novembra 1858. Nad vasjo je bila leta 1894 speljana železniška proga. Orožniška postaja je bila ustanovljena leta 1900, dve leti kasneje pa tudi gasilsko društvo.  Gasilski dom so sezidali leta 1908. Prva hranilnica in posojilnica je bila ustanovljena leta 1902, štiri leta kasneje pa se je ta preoblikovala v zadrugo. Kraj je pred vojno ostal pomembno trgovsko središče, saj so bile v njem vsaj tri trgovine in je letno prirejal pet večjih sejmov.
Prvi poizkus razvoja industrije sega v leto 1904, ko so ob Temenici blizu Malenske vasi postavili žago in mlin s petimi kamni na motorni pogon. Predvsem zaradi slabe izkoriščenosti žage je »Fabrika«, kot so jo imenovali domačini, kmalu propadla in stroje so leta 1917 prodali v Ljubljano.

### Prva svetovna vojna
Ozemlje Mirne Peči vojna ni neposredno dosegla, a vseeno pustila velik pečat pri prebivalcih. Dan po 28. juliju 1914, ko je Avstro-Ogrska razglasila vojno Kraljevini Srbiji in carski Rusiji, so prvi fantje iz Mirne Peči in okolice začeli odhajati na bojišča. Še več jih je odšlo leto kasneje, po vstopu Italije v vojno in odprtju soške fronte.
Leta 1915 so ustanovili odbor, ki je po hišah pobiral baker, medenino in bron. Hiše so ostale brez okovja, kljuk, kovinskih posod, kotlov za kuhanje žganja in drugih kovinskih orodji. Dve leti kasneje so iz streh in zvonikov pobrali tudi ves baker. V poslopje osnovne šole so nastanili 65 begunskih otrok s Primorske. Hrane je primanjkovalo, saj so kmetom med vojno pobirali žito, krompir in ostale pridelke. 
Zgodovinar Pust je v svojih zapiskih zbral 72 imen domačinov, ki so padli v vojni. Večina je umrla na vzhodni fronti v Galiciji ter na bližnji soški fronti. Spomenika padlim v Mirni Peči ni.

### Med obema vojnama
Kraj se je med obema vojnama počasneje razvijal. Pošta je dobila brzojavno povezavo leta 1925. Naselja okoli Hmeljčiča so prva v občini zgradila vodovod leta 1933. Ob koncu leta 1938 so stanovanja v Mirni Peči in okoliških vaseh dobila tudi elektriko.
Leta 1925 je zasebnik iz Mirne Peči pri železniški postaji postavil parno žago, a je ta kmalu zaradi drage oskrbe z vodo prenehala z delovanjem. Leta 1934 so v kraju pognali večji mizarski obrat, ki je v Mirni Peči deloval več kot 50 let.
V Mirni Peči je zaživelo tudi družbeno življenje. Leta 1921 je kraj dobil prvo občinsko stavbo ob glavni cesti.  Dve leti poprej, leta 1919, so zgradili leseno, s slamo krito dvorano, ki se služila kot prosvetni dom. V njem so poleg društvenih nastopov prirejali strokovna predavanja in organizirali kmetijske razstave. Leta 1920 je bilo v Mirni Peči ustanovljeno klerikalno telovadno društvo Orel, ki se je kasneje preimenovalo v Zvezo fantovskih odsekov in dekliških krožkov. Leta 1921 je v kraju nastalo tudi liberalno usmerjeno gimnastično društvo Sokol, ki je kasneje sodelovalo z leta 1934 ustanovljenim Društvom kmečkih fantov in deklet. Društva so odigrala pomembno vlogo pri aktiviranju svojih članov med drugo svetovno vojno.

### Druga svetovna vojna
V Mirni Peči je v času med vojno in neposredno po njej izgubilo življenje 392 domačinov. Žrtve obeležujeta spomenik padlim v NOB v jedru Mirne Peči in spominsko obeležje žrtvam revolucije na vaškem pokopališču.
13. aprila 1941 so Mirno Peč dosegli prvi nemški vojaki in brez upora prodrli proti Novemu mestu. Italijani so prišli pet dni kasneje. Najprej so zasedli železniško postajo, nato pa tudi jedro vasi. V Mirni Peči so zgradili devet močnih bunkerjev, izkopali strelske jarke, naredili barikade iz lesa, okoli naselja pa postavili gosto mrežo iz bodeče žice ter vas ponoči razsvetlili z močnimi lučmi. Zamenjali so takratnega župana in uvedli liro kot plačilno sredstvo.
Že konec leta 1941 je bila v okolici Svete Ane pri Mirni Peči konferenca zastopnikov Slovenske legije na Dolenjskem, na kateri so člani Slovenske ljudske stranke in Zvez fantovskih odsekov skušali vzpodbuditi skupno organizacijo v dolenjskih občinah. Pomembno vlogo pri povezovanju prvih belogardistov v Mirni Peči je imel takratni kaplan Anton Šinkar, ki se je redno sestajal s člani Fantovskega odseka. Maja 1942 je šla prva skupina Mirnopečanov skupaj z njim v belo gardo najprej v okolico Novega mesta, kasneje Stopič. Nekaj mož se je po prvih bojih z Italijani in partizani vrnilo domov, nadomestili so jih drugi.
Od okupacije Italijanov naprej so se na različnih mestih v Mirni Peči redno sestajali tudi domačini, ki so bili člani Društva kmečkih fantov in deklet ter Sokolskega društva. Večkrat se jim je pridružil Viktor Avbelj, takratni vodja okrožnega komiteja KPS. Marca 1942 je iz Mirne Peči odšlo v partizane 16 fantov na Frato nad Globodolom, kjer je taborila 3. četa Dolenjskega bataljona. Ti so k Globodolčanom hodili po hrano, zato je italijanska četa iz Mirne Peči večkrat naredila obhod po dolini. 11. junija 1942 so italijanska letala Globodol bombardirala iz zraka, dober mesec kasneje so Italijani odpeljali od doma vse moške med 18. in 50. letom starosti. Po zasliševanju v Novem mestu so nekatere izpustili, druge pa odpeljali v internacijo na otok Rab.
Druga skupina Mirnopečanov je prav tako marca 1942 odšla v partizane v gozd nad Hmeljnikom. Nudili so pomoč pri prehodu partizanskih enot s Trebelnega v Kočevje in onemogočali infrastrukturo: sekali so drevje na železniško progo in glavno cesto proti Novem mestu. V noči na 9. maj 1942 so vdrli v grad Hmeljnik, izpraznili zaloge hrane ter ga podžgali. Ogenj je uničil bogato grajsko knjižnico ter umetnine v njem. Ostale predmete so iz gradu odnesli domačini. Julija ista leta je italijanska vojska bombardirala Šentjurij in okoliške kraje. Novembra 1942 so Italijani v pripor odpeljali fante in moške, ki so živeli od Kamenja do Dolenje vasi ter v dolini reke Temenice. Skupaj je bilo v 1942 iz Mirne Peči in okolice interniranih 115 ljudi.
V začetku leta 1943 je italijanska vojska nadaljevala s topniškimi napadi na okoliške vasi: januarja so obstreljevali Globodol, februarja Biško vas, marca je sledil napad na Jablan, Mali vrh in Podboršt. Prva posadka vaške straže je v Mirno Peč prišla aprila 1943 in se nastanila v z žico obdanem delu vasi.
7. septembra 1943 so partizani zavzeli italijansko postojanko na železniški postaji v Mirni Peči. Dan kasneje je Italija kapitulirala in vojska je zapustila Mirno Peč. Isto noč so neznanci vdrli v občinsko pisarno in pobrali ves denar, hranilne knjižice in arhivske dokumente.  12. septembra je Mirna Peč prešla pod partizansko oblast. Ta je zamenjala župana in preselila sedež uprave na Podboršt. Člani vaške straže so se umaknili proti Gorjancem, kjer so se jim pridružili fantje, ki so se vrnili iz internacije, in mobiliziranci, ki so prebegnili od partizanov. Sestavili so 32. četo Slovenskega domobranstva, imenovano tudi mirnopeška četa.
28. oktobra 1943 je sledila ofenziva nemške vojske, v kateri so se s partizani spopadli v Globodolu. Pogorela je polovica vasi Gorenjega Globodola. 11. novembra je v Mirno Peč prišla Cankarjeva brigada, a se je deset dni kasneje po prihodu Nemcev iz Novega mesta umaknila skozi Biško vas. Nemci so zamenjali župana ter občinski urad preselili v Novo mesto. Decembra je nemška oblast ujela in ubila takratnega upravitelja osnovne šole v Mirni Peči.
Najhujši spopadi so se v Mirni Peči začeli 12. maja 1944, ko je VII. partizanski korpus začel z obstreljevanjem nemške in domobranske postojanke v kraju. Ta se je teden dni kasneje umaknila v Novo mesto. Topolske krogle so močno poškodovale cerkev Sv. Kancijana in del Ivanje vasi. Nemci so postojanko ponovno ustanovili šele septembra v naselju Gradišče nad Mirno Pečjo. Marca leta 1945 so jo vrnili v jedro Mirne Peči, a le do 8. maja, ko je nemška vojska zapustila kraj.
Po koncu vojne sta bila proglašena za narodna heroja Stane Potočar – Lazar in Ivan Kovačič – Efenka, po katerem se je nekaj časa imenovala tudi osnovna šola v kraju. Več odlikovanj sta dobili tudi domačinki Zora Rupena – Katja in Mara Rupena Osolnik.

### Jugoslavija
Z bolečo izkušnjo vojne in izgradnjo hitre ceste med Ljubljano in Zagrebom, ki je bila dokončana leta 1960 in je Mirno Peč obšla, je vas po vojni skoraj utonila v pozabo.
Kmalu po maju 1945 so občine ukinili in Mirno Peč priključili okrajnem ljudskem odboru v Novem mestu. Občinski ljudski odbor je bil v Mirni Peči zopet ustanovljen leta 1952, a se je leta 1956 priključil občini Novo mesto. Leta 1970 je bila v Mirni Peči ustanovljena krajevna skupnost. Vasi Gorenje Karteljevo, Dolenje Karteljevo, Gorenje Kamenje, Novo mesto in Dolenje Kamenje, Novo mesto so se pridružile krajevni skupnosti Bučna vas.
Kulturna dvorana je bila v Mirni Peči pozidana leta 1953, ob njej je bila leta 1958 zgrajena zdravstvena ambulanta. Prvi asfalt v kraju je bil položen na cesti Biška vas – Šranga leta 1973 in leto kasneje je kraj dobil tudi avtobusno povezavo s Trebnjim in Novim mestom. Mirna Peč je vodovod dobila leta 1979, telefonske priključke pa so prva gospodinjstva dobila v letu 1980. Vrtec Cepetavček je bil v kraju ustanovljen leta 1984.
Čevljarski obrat v Mirni Peči je deloval med letoma 1946 in 1954. Tkalnica (kasneje obrat metliške Beti) je začela z delom leta 1958 in delovala do leta 2002.

### Slovenija
Leta 1993 je bila urejena čistilna naprava, leto kasneje pa tudi večnamenska stavba, v kateri so sedaj prostori Občine Mirna Peč.
Leta 1999 je Mirna Peč ponovno postala sedež občine in leta 2010 je kraj z avtocesto povezal novozgrajeni priključek.

## Znamenitosti

### Cerkev svetega Kancijana
Cerkev sv. Kancijana je bila sprva zgrajena v romanskem slogu, prvič pa jo zgodovinski viri omenjajo leta 1433. V letih 1460−1470 so jo porušili in postavili novo gotsko cerkev, katere prezbiterij je ohranjen do danes kot stranska kapela. Leta 1500 so cerkvi dodali obrambni zid, v 17. stoletju je bila cerkev delno barokizirana. Leta 1915 so dokončali tretjo celostno prenovo objekta po načrtih sarajevskega arhitekta Josipa Vancaša. Od stare cerkve je bil ohranjen poleg prezbiterija še zvonik, ki pa so ga leta 2007 povečali.
Tloris cerkve je preprosta enoladijska dvorana. Vhodno pročelje krasi novogotski portal z okrašeno luneto, ki predstavlja Kristusa na prestolu, obdanega s simboli evangelistov. Prezbiterij z rebrastimi oboki je sklenjen poligonalno. Glavni oltar je kamnit, krasita ga kipa dveh angelov. Na vitražih so upodobljeni različni svetniki in svetnice.

## Ljudsko izročilo
Pravijo, da nad Zijalom, v hrib Sv. Ane, pogosto udarijo strele, ker naj bi bilo tam zakopano zlato tele. Vsako, ki ga je skušal najti, je doživel kup neprijetnosti -- od tega, da so se mu prikazovale pošasti in je zblaznel, do tega, da je umrl v nepojasnjenih okoliščinah.
Književnik Tone Pavček, rojen v Šentjurju pri Mirni Peči, v svoji pesmi »Cvet v Ajdovski jami« zapiše, da po ljudskem izročilu v Ajdovski jami nad Šentjurijem biva grozna pošast. Čisto na koncu te kraške jame naj bi rasel bel cvet, ki ima moč, da vsakega bolnega ozdravi in vsakega nesrečnega osreči. A kdorkoli je šel v jamo po cvet, se iz nje ni vrnil živ.
Starejši domačini pravijo, da naj bi ljudska pesem »V dolini tihi je vasica mala«, ki jo je prvi uglasbil in posnel Lojze Slak, rojen v Jordankalu pri Mirni Peči, izhajala iz okolice Mirne Peči.